# E. A. Mario
 (mars 2020).
Si vous disposez d'ouvrages ou d'articles de référence ou si vous connaissez des sites web de qualité traitant du thème abordé ici, merci de compléter l'article en donnant les références utiles à sa vérifiabilité et en les liant à la section « Notes et références ».
E. A. Mario (de son vrai nom Giovanni Gaeta, Naples 5 mai 1884 - 24 juin 1961) est un compositeur et parolier de chansons italiennes et napolitaines. Il a notamment créé La leggenda del Piave (1918), qui a été un temps hymne national italien.

## Biographie
Il a composé plus de 2 000 œuvres, certaines fameuses, comme Santa Lucia luntana (drame de l'émigré), Profumi e balocchi, Vipera, Rose rosse, O' Paese dò sole. Il était surtout un chanteur des soldats et des événements patriotiques comme dans la Canzone di trincea (... e le stellette che noi portiamo...), de Ci rivedremo in primavera, ou de la Marcia d'ordinanza della Marina (restée inchangée), de Ho sognato un bersagliere.
En 1904, alors qu'il n'avait que 20 ans, et était écrivain public dans une poste, il apostrophe le compositeur Raffaello Segrè, bien plus connu que lui : « Maestro, vos musiques sont belles, mais vos paroles, pardonnez-moi, sont moches ». Segrè lui aurait répondu : « Et toi, pourquoi n'en écris-tu pas de plus dignes ? ». C'est ainsi que Cara mammà fut écrite, sur une musique de Segrè. Le choix de son surnom vient de la publication de cette chanson chez l'éditeur musical italien Ricordi (E de (H)ermes, A d'Alessandro Sacheri, rédacteur en chef du Lavoro, un journal de Gênes, et Mario du prénom d'une écrivaine polonaise, Mario Clarvy).